# Vincent Sheheen
Vincent Austin Sheheen, né le 29 avril 1971 à Camden (États-Unis), est un homme politique américain, candidat malheureux du Parti démocrate au poste de gouverneur de Caroline du Sud en 2010 (en) et 2014 (en) face à Nikki Haley. 

## Biographie
Vincent Sheheen est né et a grandi à Camden en Caroline du Sud. Il a obtenu un Bachelor of Arts de l'université de Clemson et un Juris Doctor de l'université de Caroline du Sud. Sheheen a servi en tant que procureur avant d'être élu à des fonctions publiques. Pour son travail au nom de l'application des lois, il a été nommé «législateur de l'année» par l'association South Carolina Solicitor's.
Tout en servant à la Chambre des représentants de Caroline du Sud, Sheheen a travaillé pour créer une banque de conservation des terres. Après que le gouverneur républicain Mark Sanford ait annoncé qu'il refuserait que les fonds du plan de relance soit utiliser en Caroline du Sud, Sheheen à tenter de forcer le gouverneur à accepter ses fonds par l'intermédiaire du Sénat de Caroline du Sud.
Le 6 février 2009, Vincent Sheheen annonce qu'il est candidat à l'investiture démocrate pour le poste de gouverneur de Caroline du Sud. Le 8 juin 2010, il remporte l'investiture démocrate dès le premier tour, cependant il sera battu le 2 novembre 2010 par la candidate républicaine Nikki Haley.

### Vie privée
Sheheen est marié à Amy Renee. Le couple a trois fils, Austin, Joseph et Anthony dont deux jumeaux.